# Jan Huokko
Jan Huokko, född 11 juni 1974 på Värmdö i Stockholms län, är en svensk före detta ishockeyspelare som spelade back till positionen. 

## Karriär
Jan Huokko debuterade i Elitserien 1991 i Leksands IF och spelade sig in i laget i mitten på nittiotalet. Han slog målrekord för backar säsongen 1998/1999 med 21 mål. Detta rekord blev dock slaget säsongen 2013/2014 av en annan leksing, Patrik Hersley, som smällde in 24 backmål i grundserien. Samma säsong, 2 februari 1999, blev han första och hittills enda back att göra fyra mål i en och samma elitseriematch - alla fyra målen kom dessutom i en och samma period, också det ett elitserierekord som står sig än idag. Huokko vann därtill samma år VM-brons med Tre Kronor. Sammanlagt har han har spelat 44 A-landskamper för Tre Kronor.
Huokko lämnade Leksands IF våren 2001 efter att laget ramlat ur Elitserien säsongen 2000/2001. Han provade istället på att spela för SaiPa i den finländska högstadivisionen FM-ligan, men återvände till svensk ishockey redan efter en halv säsong och spelade säsongen ut för AIK där han åter igen fick vara med om att ramla ur Elitserien. Huokko spelade ytterligare en säsong för AIK i Hockeyallsvenskan innan han återvände till Elitserien och då för Södertälje SK 2003/2004. Även Södertälje ramlade ner i allsvenskan samma säsong han spelade med dem, vilket gör att han ramlat ur elitserien med tre lag.
Huokko har gjort tio mål eller mer under sju av hans tretton säsonger i Elitserien.
Från hösten 2006 spelade Huokko åter i Leksands IF igen och var säsongen 2007/2008 lagkapten för laget. Han hörde till Allsvenskans största stjärnor och var poängbästa back där säsongen 2006/2007. Huokko slutade i Leksand i augusti 2008, men återvände efter bara några dagar.
Den 18 november 2009 meddelade Jan Huokko att hans karriär är över. Knäskadan som inträffade två veckor tidigare visade sig vara så allvarlig som tidigare befarat.
Huokko avslutade hockeykarriären säsongen 2012/2013 som tränare och extraspelare i Kramfors-Alliansen i Division 1B.

## Klubbar
- Leksands IF 1991-2001 2006-2009
- SaiPa 2001
- AIK 2001-2003
- Södertälje SK 2003-2006